# Gran inmigración europea en Argentina

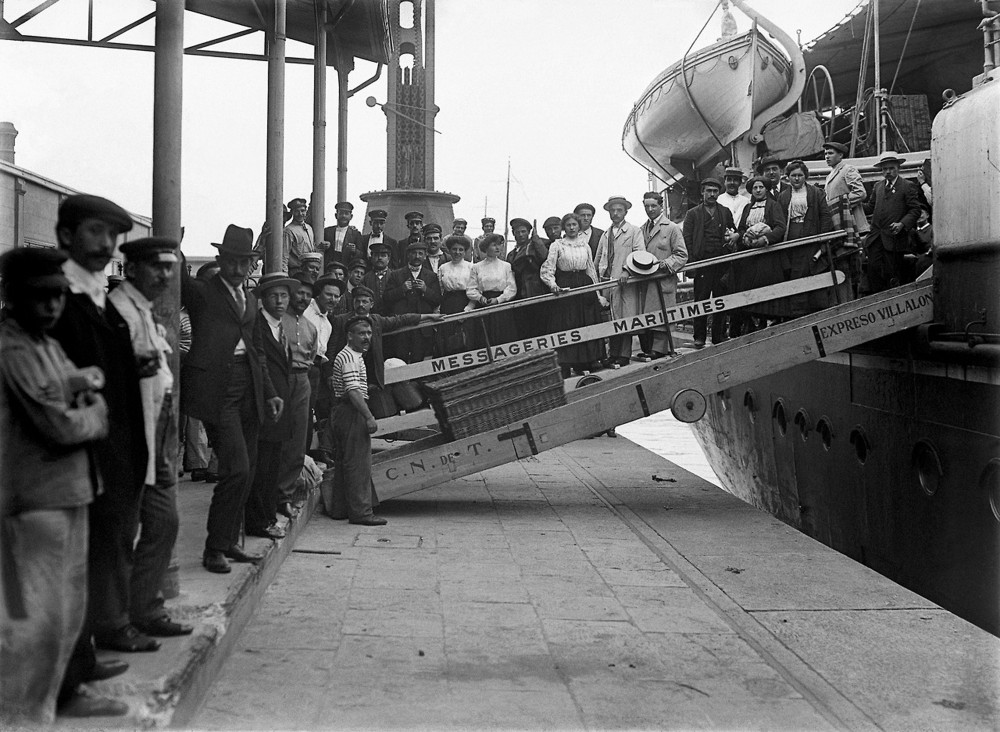
Inmigrantes europeos desembarcando en Argentina en el siglo XIX

La gran ola de inmigración europea a la Argentina tuvo lugar a finales del siglo XIX y en las primeras décadas del siglo XX. Consistió mayormente en el arribo de inmigrantes italianos y españoles.También había una gran diversidad de otras nacionalidades, especialmente: sirio-libaneses, judíos (de varias nacionalidades), ucranianos, polacos, rusos, croatas, franceses, alemanes, británicos, irlandeses, eslavos, suecos, armenios, entre otros. Entre 1880 y 1930 llegaron aproximadamente 5,8 millones de europeos al país, y con un total de más de 6 millones.
En la provincia de San Juan la mayoría de los inmigrantes ubicados fueron españoles; en la provincia de Mendoza fueron italianos; en la provincia de La Rioja, españoles y turcos; en la provincia de Santa Fe, fueron muchos italianos, españoles, polacos, alemanes y otros del centro europeo. Mientras que en la provincia de Buenos Aires influyeron personas de diversos países europeos.
La crisis de 1929 había frenado la inmigración. Aparecieron también políticas discriminatorias que causaron el fin de esta inmigración.

## Causas
Antes de la inmigración, la Argentina estaba poco poblada. Había comunidades indígenas distribuidas por el territorio argentino, pero esa no era la cultura que los dirigentes y pensadores deseaban al momento de diagramar la construcción del país. La colonización española de la América aumentó la población de México y Perú, pero en las regiones españolas del sur no encontraron ninguna fuente de riqueza, hecho que ocasionó que hubiera menos pobladores. Esta población decreció aún más en el siglo XIX, durante la Guerra argentina de Independencia y las Guerras civiles argentinas. Varios argentinos de aquel período, como Domingo Faustino Sarmiento y Juan Bautista Alberdi, creyeron importante fomentar la inmigración para así poblar el país. La Constitución de Argentina de 1853 promovió inmigración europea eliminando las barreras para la llegada de extranjeros.
Llegaron inmigrantes de diversos países de Europa, algunos de ellos sencillamente buscaban un estilo de vida mejor, pero muchos otros llegaron huyendo de los conflictos europeos. Algunos de los recién llegados, de nacionalidad española e italiana pertenecían a la  Asociación Internacional de los Trabajadores. Algunos inmigrantes alemanes habían sido exiliados de Alemania por un decreto de 1878 de Bismarck que prohibía el socialismo. Los inmigrantes españoles huían de la tercera guerra carlista.

## Sucesos e impacto
En 1862 habían entrado al territorio 6.716 inmigrantes; en el año 1870 vinieron 41.651, y la cifra había ascendido a 70.000 en 1874. Los inmigrantes se habían distribuido de preferencia en la zona litoral, y así surgieron centros agrícolas de alguna importancia en brevísimo plazo.
En el Litoral se habían instalado colonias de diversas etnias: judíos, suizos, franceses, rusos, alemanes, españoles e italianos. Esto dio origen a lo que se llamó pampa gringa o pampa sin gaucho.
La mayoría de los inmigrantes había decidido establecerse en las grandes ciudades de Argentina como: la Ciudad Autónoma de Buenos Aires, la Ciudad de Córdoba y Rosario. Ya que daba la posibilidad de poder trabajar en puertos, construcción de edificios y desagües, o en talleres industriales que comenzaron a establecerse a fines del siglo XIX.
El impacto que causó esta inmigración fue el gran crecimiento económico. Gracias a ella la producción había crecido en tal escala que ya en la época de Avellaneda se había logrado exportar cereales, inaugurando una era de prosperidad económica que haría que el país tenga un creciente beneficio. En 1865 las importaciones habían superado a las exportaciones en cuatro millones de pesos oro cuando la suma del comercio exterior apenas pasaba los 56 millones; quince años más tarde, en 1880, las exportaciones llegaban a 58 millones contra 45 de las importaciones y el monto total del comercio exterior pasaba de los 100 millones. También esta inmigración instaló gran parte de la arquitectura de Argentina, como la del Teatro Colón. También heredaron las tradicionales comidas, como las pastas italianas y también dejaron como parte de la cultura la literatura española o el arte francés. También produjo cambios en el lenguaje y las costumbres de los argentinos. Y entre otras cosas produjo desarrollo de la educación, las artes y los oficios.
Tras el crack del 29 y distintas políticas discriminatorias, la inmigración se había desvanecido.

## Orígenes

### Origen de los inmigrantes hasta 1912
| Inmigración bruta por nacionalidad (1857-1940) | Inmigración bruta por nacionalidad (1857-1940) | Inmigración bruta por nacionalidad (1857-1940) |
| Nacionalidad                                   | Cantidad                                       | Porcentaje sobre el total                      |
| ---------------------------------------------- | ---------------------------------------------- | ---------------------------------------------- |
| Italiana                                       | 2 970 000                                      | 44,9 %                                         |
| Española                                       | 2 080 000                                      | 31,5 %                                         |
| Francesa                                       | 239 000                                        | 3,6 %                                          |
| Polaca                                         | 180 000                                        | 2,7 %                                          |
| Rusa                                           | 177 000                                        | 2,7 %                                          |
| Turca                                          | 174 000                                        | 2,6 %                                          |
| Alemana                                        | 152 000                                        | 2,3 %                                          |
| Austrohúngara                                  | 111 000                                        | 1,7 %                                          |
| Británica                                      | 75 000                                         | 1,1 %                                          |
| Portuguesa                                     | 65 000                                         | 1,0 %                                          |
| Yugoslava                                      | 48 000                                         | 0,7 %                                          |
| Suiza                                          | 44 000                                         | 0,7 %                                          |
| Belga                                          | 26 000                                         | 0,4 %                                          |
| Danesa                                         | 18 000                                         | 0,3 %                                          |
| Estadounidense                                 | 12 000                                         | 0,2 %                                          |
| Neerlandesa                                    | 10 000                                         | 0,2 %                                          |
| Sueca                                          | 7000                                           | 0,1 %                                          |
| Otras nacionalidades                           | 223 000                                        | 3,4 %                                          |
| Total                                          | 6 611 000                                      |                                                |

Fuente: Dirección Nacional de Migraciones (DNM).
Notas
1. ↑  Incluye a ucranianos, judíos y bielorrusos en la región oriental de Polonia. Los colonos eslavos del Nordeste Argentino Archivado el 24 de septiembre de 2017 en Wayback Machine.
2. ↑  Incluye a ucranianos, alemanes del Volga, bielorusos, polacos, lituanos etc. que por estar entonces sometidos al zarato ruso ingresaron con pasaporte ruso.
3. ↑  Cabe aclarar que la distinción entre turcos, palestinos, sirios, libaneses, y árabes sólo se hizo en el ámbito oficial después de 1920. Hasta ese período, todos emigraban con pasaporte turco —lo cual generalizó el uso del calificativo hasta la actualidad— por estar jurídicamente residiendo dentro del Imperio otomano. De hecho, cada uno de ellos se identificaba con su aldea o pueblo de origen.
4. ↑  En 1867 el Imperio Austríaco y el reino de Hungría firmaron un tratado conocido como Ausgleich, creando una monarquía dual: el Imperio Austrohúngaro. Se desintegró a finales de 1918 con el fin de la Primera Guerra Mundial. Lo que era el Imperio Austrohúngaro se reparte actualmente en trece estados europeos que son en la actualidad las naciones de Austria, Hungría, República Checa, Eslovaquia, Eslovenia, Croacia, Bosnia y Herzegovina y las regiones de Voivodina en Serbia, Bocas de Kotor en Montenegro, Trentino-Alto Adigio y Trieste en Italia, Transilvania y parte del Banato en Rumanía, Galicia en Polonia y Rutenia (región Subcarpática en Ucrania), la mayor parte de los inmigrados con pasaporte «austrohúngaro» han sido personas de los colectivos: croata, polaco, húngaro, esloveno, checo, rumano e incluso italianos del noreste.
5. ↑  El Reino Unido hasta 1922 incluyó a toda Irlanda. Por eso, gran parte de los inmigrantes británicos —llamados entonces comúnmente «ingleses»— fueron de procedencia irlandesa, sumada a la población de origen inglés, galés, y escocés.
6. ↑  Portugal hasta 1974 poseía las siguientes dependencias Angola, Cabo Verde, Guinea Bissau, Macao, Mozambique, Santo Tomé y Príncipe, Timor Leste.
7. ↑  El estado conocido genéricamente como Yugoslavia agrupó, entre 1918 y 1992, los actuales estados independientes de Bosnia y Herzegovina, Croacia, Eslovenia, Macedonia del Norte, Montenegro y Serbia.
8. ↑  Alrededor del 32 % de los inmigrantes del período 1857-1939 se radicaron definitivamente.

## Las inmigraciones italiana y española

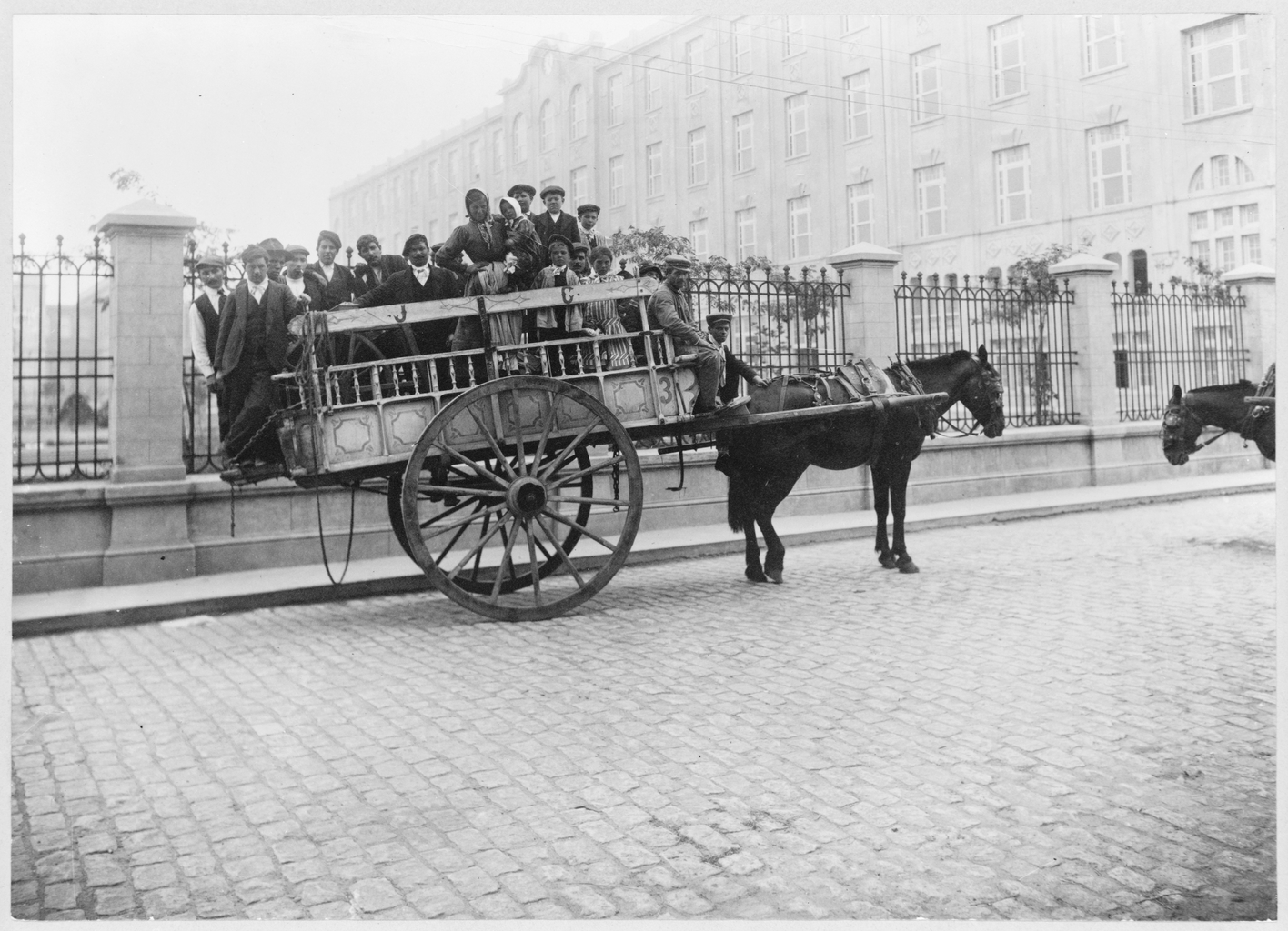
Carreta con inmigrantes italianos, Buenos Aires, 1899.

Las inmigraciones italiana y española fueron las dos más numerosas e importantes hacia la Argentina. Por eso se dice que la mayoría de los argentinos tienen ascendencia completa o parcialmente italiana o española. Esto hizo que Argentina tenga una fuerte influencia de las culturas tanto italiana como española en cuanto a lenguaje, tradiciones y costumbres.

### Inmigración italiana

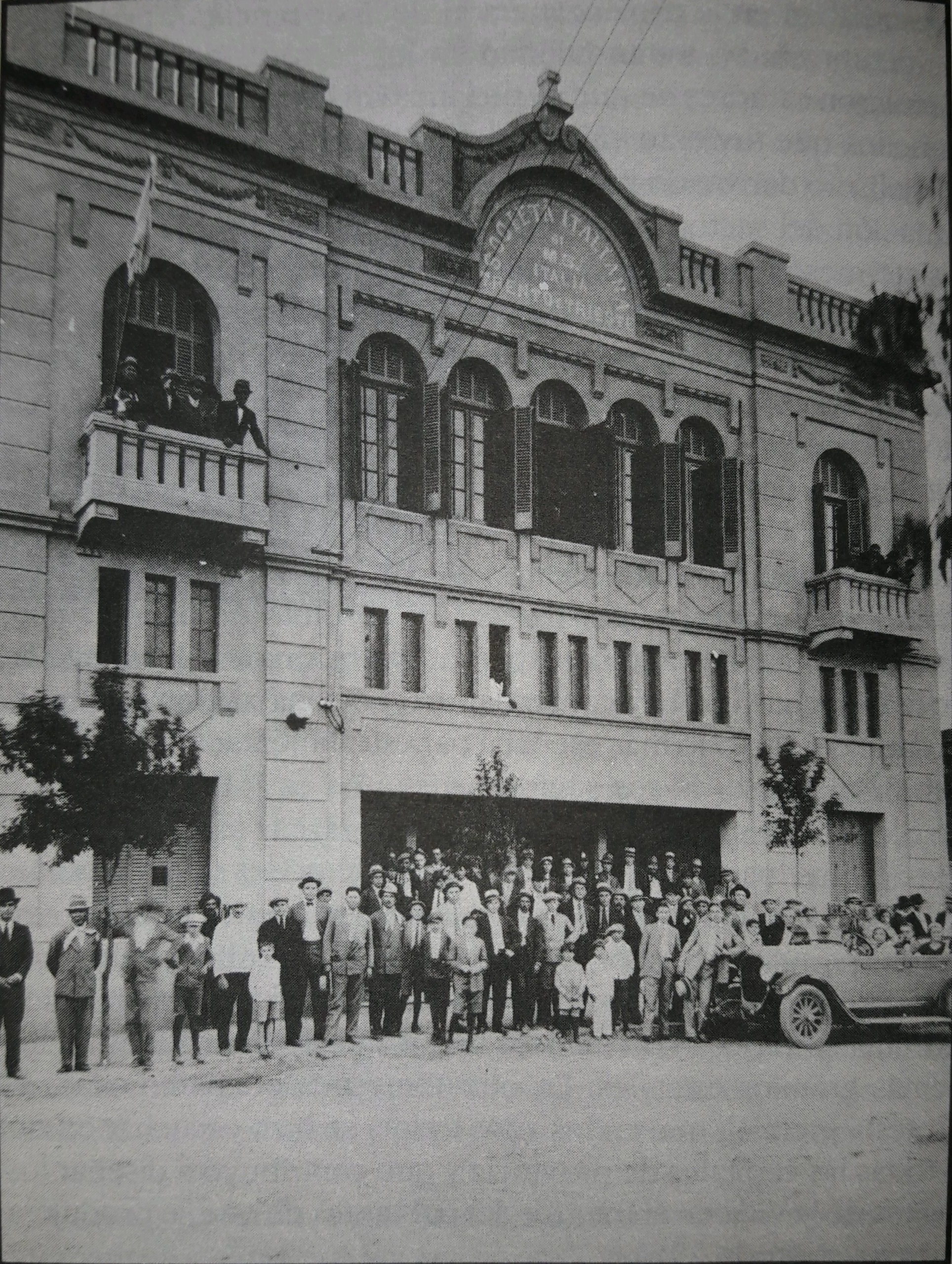
Sociedad Italiana Trento e Trieste, Sampacho, Córdoba, 1932.

La llegada de italianos comenzó desde la década de 1860, aunque en 1870 es cuando empieza el gran flujo de inmigrantes, y finalizó en la década de 1920. Los inmigrantes italianos provenían de distintas regiones de Italia, entre ellas estaban: Véneto, Piamonte, Campania, Friuli-Venecia Julia, Sicilia, Lombardía, Calabria, Abruzos, Marcas, Basilicata, Apulia, Molise, Liguria, Toscana o la de Emilia-Romaña.
| Emigrantes italianos llegados a la Argentina y su distribución regional |                      |                              |                             |         |
| Período                                                                 | Italia noroccidental | Italia nororiental y central | Italia meridional e insular | Total   |
| 1880-1884                                                               | 59,80%               | 16,80%                       | 23,40%                      | 106.953 |
| 1885-1889                                                               | 35,30%               | 24,40%                       | 30,30%                      | 259.858 |
| 1890-1894                                                               | 44,20%               | 20,70%                       | 35,10%                      | 151.249 |
| 1895-1899                                                               | 32,30%               | 23,10%                       | 44,60%                      | 211.878 |
| 1900-1904                                                               | 29,20%               | 19,60%                       | 51,20%                      | 232.746 |
| 1905-1909                                                               | 26,90%               | 20,10%                       | 53,00%                      | 437.526 |
| 1910-1914                                                               | 27,40%               | 18,20%                       | 54,40%                      | 355.913 |
| 1915-1919                                                               | 32,30%               | 23,10%                       | 44,60%                      | 260.880 |
| 1920-1924                                                               | 19,70%               | 27,40%                       | 52,90%                      | 306.928 |
| 1925-1929                                                               | 14,40%               | 33,10%                       | 52,50%                      | 235.065 |

Se dice que en total emigraron 2.941.000 de italianos.

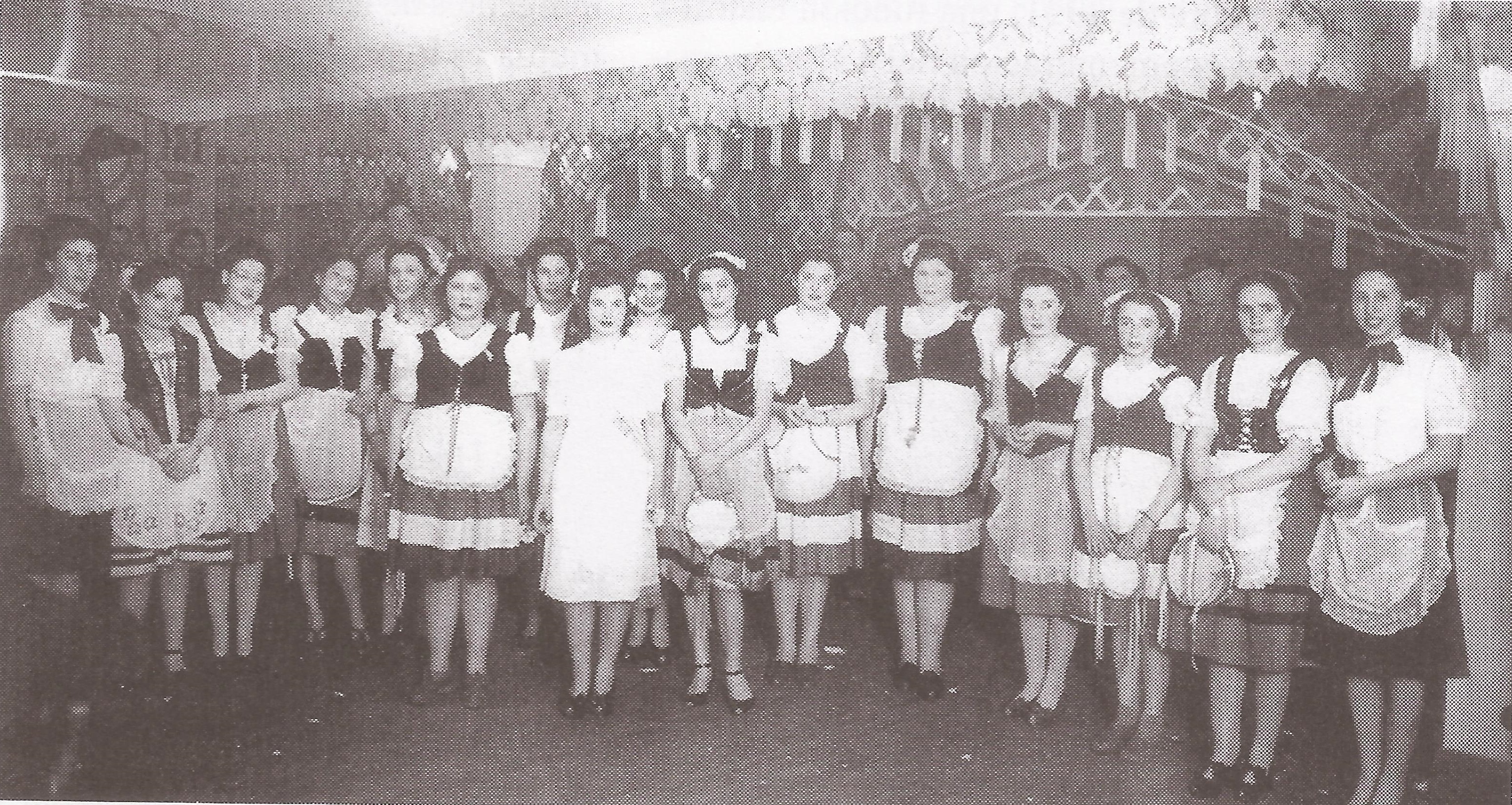
Kermés de la Asociación Italiana de Comodoro Rivadavia, Chubut, a beneficio de los refugiados italianos durante la Segunda Guerra Mundial

Las causas de la inmigración fueron diversas. Entre ellas fueron:
- Las guerras mundiales.
- Las crisis de subsistencia entre 1816 y 1817.
- La presión demográfica. Las familias que basaban sus ingresos en la producción agraria crecen sin encontrar nuevos territorios para sus cultivos. Por lo tanto, deben emigrar para conseguir mantener su forma tradicional de producción.
- Entre otras principalmente debidas a motivos económicos y ligadas también a procesos de evolución en la economía europea, que afectaron directamente a los italianos y los motivaron a emigrar.
- Las epidemias de cólera en los siguientes períodos: 1835-37; 1854-55; 1865-67; 1884-85.
- La debilitación de los órganos asistenciales. La aparición de la burguesía desmonta a los mismos, estrechando el presupuesto estatal. Debido a esto aumenta la criminalidad, siendo expulsados de su territorio los italianos que no se «adaptaban» al sistema industrial.
- La débil capacidad de adaptación de la economía italiana a la revolución industrial. La modernización no logró superar problemas estructurales de organización.[18][5]

#### Distribución geográfica

Proporción de italianos en el censo de 1914 respecto a la población total

Los italianos se habían concentrado principalmente en Buenos Aires (casi el 60% de ellos) siendo 285.000 italianos inmigrados, en Córdoba eran 83.000, en Santa Fe eran 164.000 y en Mendoza fueron 28.600. También se ubicaron en las provincias de Corrientes, Tucumán, Santiago del Estero, La Pampa y Entre Ríos.
Rosario y La Plata son dos ciudades donde la mayoría de la población «Extranjeros (en gran mayoría italianos) en Argentina en 1980» es directamente descendiente de italianos. En Rosario los descendientes de italianos (casi el 65 % del total de la ciudad) habían alcanzado los niveles sociales más altos de la comunidad. En La Plata a fines del siglo XIX había casi 4600 emigrantes italianos en una ciudad de apenas 10 000 habitantes.
En el censo de 1960, el 73,3 % de los inmigrantes italianos estaban concentrado en la provincia de Buenos Aires.

#### Ocupaciones
Se puede decir que se formaron siete grandes categorías ocupacionales: comerciantes, agricultores, artesanos, jornaleros, profesionales liberales, varios y sin profesión. En los primeros momentos de la corriente inmigratoria, los datos brindados por los inmigrantes de su actividad ocupacional muestran que era nulo el número de personas sin ocupación. Es muy probable que algunos de ellos hayan mentido por temor a no ser aceptados. Recién en este siglo comienzan a aparecer contingentes sin ocupación (entre 10 % y 15 % de la población mayor de 16 años), llegando a un 20 % en los años de la guerra y el fascismo.
Muchas italianas instaladas en La Boca trabajaron de mucamas, lavanderas, cocineras, planchadoras y colchoneras.

### Inmigración española

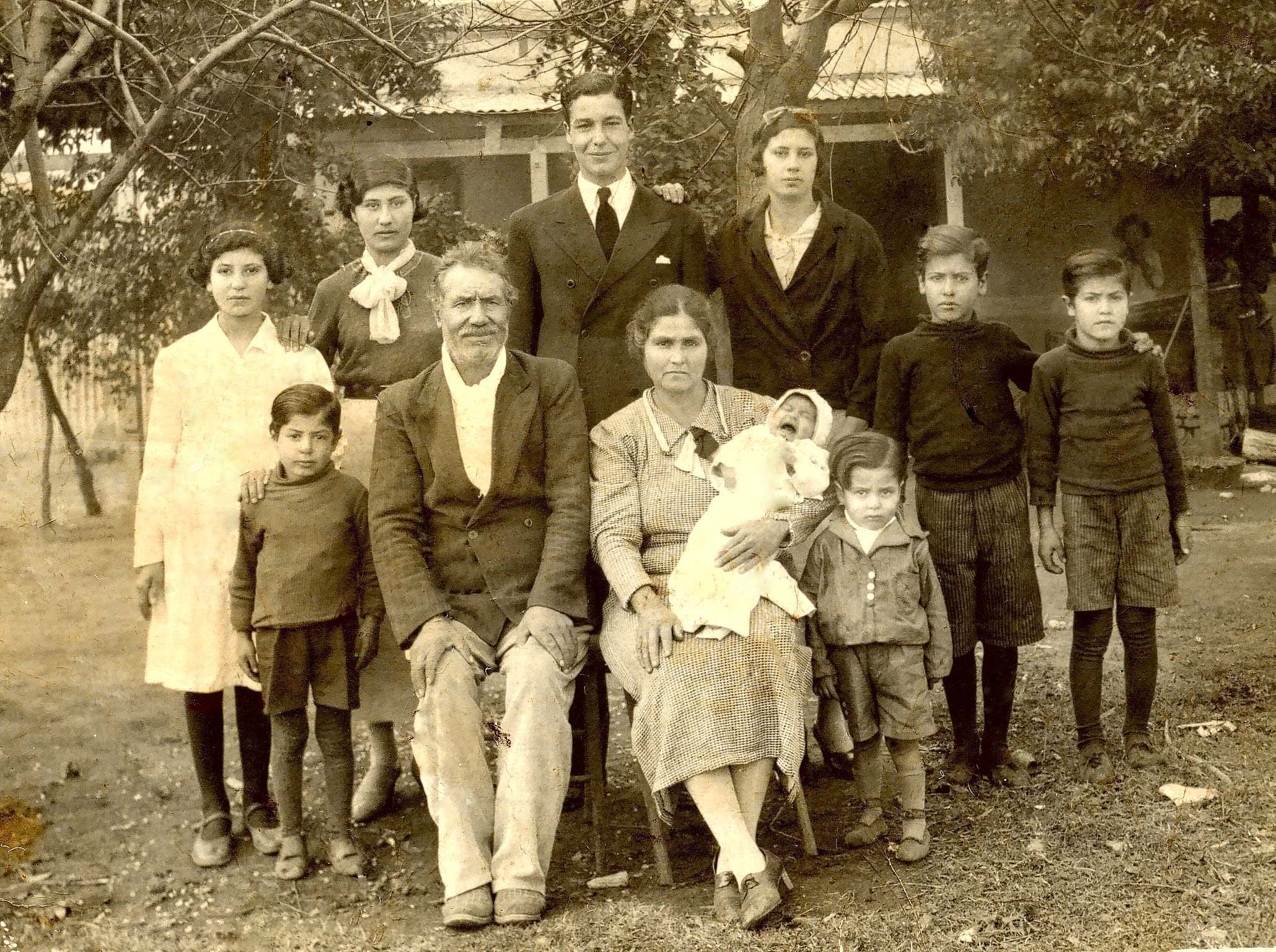
Inmigrantes españoles en la provincia de Córdoba.

Las causas de la inmigración española fue la pobreza, el servicio militar obligatorio y las condiciones rurales. En 1870, las condiciones rurales en España (jornales magros, crítica situación económica) más las posibilidades que otorgó ese país para emigrar favorecieron quizás a la mayor emigración en España. Los inmigrantes de este país provenían de Galicia (un 70 % de ellos), Andalucía (15-20% de ellos ), Asturias, Cantabria y el país Vasco, también vinieron de Madrid, Extremadura y de las islas Canarias. Esta inmigración duró hasta 1952, pasando el período posguerra.

#### Ubicación

Ubicación de los españoles según el censo de 1914.

Los gallegos y los catalanes se ubicaron,la mayoría en la ciudad autónoma de Buenos Aires y Rosario. Mientras que los meridionales, en la provincia de Santa Fe, provincia de Tucumán, Mendoza, Río Negro y Entre Ríos. Los valencianos por su parte en la provincia de Corrientes y Misiones. Y los asturianos estuvieron en las provincias andinas del noroeste argentino.
Los andaluces constituyeron entre el 15 y 20% de inmigrantes provenientes de España tras los gallegos. En los catorce años que componen los periodos 1885-1895 y 1912-1914, unos 150 000 andaluces emigraron a la Argentina. Entre 1880 y 1930, la media porcentual sobre el total de españoles se situaría entre un 15% y un 20%. Provienen sobre todo de las provincias de Almería, Cádiz, Granada, Huelva, Jaén y Málaga y se establecieron en su mayoría en Buenos Aires y La Plata, pero también en Tucumán, Salta, Mendoza y San Juan, que poseen un clima similar al de Andalucía, donde se dedicaron al cultivo de la vid y el olivo y a la producción de vino, también dedicándose a la horticultura.

#### Ocupaciones
Alrededor del año 1857 en adelante, se observan algunas profesiones definidas, por ejemplo, en los catalanes: en los hombres, talabartero y hojalatero; en las mujeres, planchadoras, modistas y peluqueras. En el caso de los gallegos, en su gran mayoría se inscribían como empleados en el servicio doméstico. Los vascos, por su parte, se dedicaban a la cría de ganado ovino y en especial a la salazón de carnes y la industria de productos lácteos, alcanzando reputación como estibadores, trabajadores de la construcción, alambradores, transportistas, leñadores, carboneros, hoteleros o fabricantes de ladrillos.[cita requerida] Aproximadamente a partir del año 1920, el nivel ocupacional de los españoles se concentró en la industria manufacturera, el comercio minorista, preferentemente en la rama de bares y restaurantes, almacenes y en los servicios comunales.

## La inmigración en los censos
La distribución de estos inmigrantes europeos/de Medio Oriente y Norte de África no fue uniforme en todo el país. La mayoría de los recién llegados se establecieron en las ciudades costeras y las tierras de cultivo de Buenos Aires, Santa Fe, Córdoba y Entre Ríos. Por ejemplo, el censo nacional de 1914 mostró que, de casi tres millones de personas (2 965 805 para ser exactos) que vivían en las provincias de Buenos Aires y Santa Fe, 1 019 872 eran inmigrantes europeos, y un millón y medio más eran hijos de madres europeas; en total, esta comunidad comprendía al menos el 84,9% de la población de esta región. Sin embargo, la misma dinámica fue menos evidente en las zonas rurales de las provincias del noroeste: los inmigrantes (en su mayoría de origen sirio-libanés) representaban apenas el 2,6% (alrededor de 15.600) de una población rural total de 600.000 en Jujuy, Salta, Tucumán y Santiago del Estero y Catamarca.
| Jurisdicción           | 1869    | 1869  | 1887    | 1887  | 1895    | 1895  | 1914      | 1914  | 1947      | 1947  |
| Jurisdicción           | #       | %     | #       | %     | #       | %     | #         | %     | #         | %     |
| ---------------------- | ------- | ----- | ------- | ----- | ------- | ----- | --------- | ----- | --------- | ----- |
| Buenos Aires           | 136.531 | 27,58 |         |       | 269.369 | 29,24 | 703.931   | 34,07 | 714.315   | 16,72 |
| Catamarca              | 100     | 0,13  |         |       | 760     | 0,84  | 2.281     | 2,27  | 1.144     | 0,78  |
| Chaco                  |         |       |         |       | 2.005   | 19,81 | 9.858     | 21,30 | 25.158    | 5,84  |
| Chubut                 |         |       |         |       | 1.380   | 36,82 | 10.584    | 45,89 | 4.278     | 7,27  |
| Ciudad de Buenos Aires |         |       | 214.021 | 49,82 | 312.362 | 47,78 | 777.845   | 49,36 | 743.526   | 24,93 |
| Comodoro Rivadavia     |         |       |         |       |         |       |           |       | 10.011    | 19,29 |
| Córdoba                | 1.313   | 0,62  |         |       | 34.459  | 9,81  | 150.420   | 20,45 | 122.779   | 8,20  |
| Corrientes             | 2.953   | 2,29  |         |       | 6.781   | 2,83  | 24.462    | 7,05  | 5.228     | 0,99  |
| Entre Ríos             | 12.508  | 9,32  |         |       | 50.645  | 17,34 | 72.501    | 17,04 | 27.091    | 3,44  |
| Formosa                |         |       |         |       | 597     | 12,36 | 8.774     | 45,49 | 2.065     | 1,81  |
| Jujuy                  | 28      | 0,07  |         |       | 656     | 1,32  | 17.077    | 22,28 | 2.698     | 1,62  |
| La Pampa               |         |       |         |       | 3.657   | 14,11 | 36.932    | 36,44 | 20.809    | 12,28 |
| La Rioja               | 35      | 0,07  |         |       | 470     | 0,68  | 1.605     | 2,01  | 998       | 0,90  |
| Los Andes              |         |       |         |       |         |       | 32        | 1,29  |           |       |
| Mendoza                | 283     | 0,43  |         |       | 15.376  | 13,24 | 88.354    | 31,84 | 57.629    | 9,80  |
| Misiones               |         |       |         |       | 942     | 2,84  | 20.358    | 38,01 | 18.387    | 7,46  |
| Neuquén                |         |       |         |       | 123     | 0,85  | 13.319    | 46,14 | 3.519     | 4,05  |
| Río Negro              |         |       |         |       | 852     | 9,22  | 14.873    | 35,21 | 14.069    | 10,47 |
| Salta                  | 176     | 0,20  |         |       | 1458    | 1,24  | 11.830    | 8,39  | 8.117     | 2,79  |
| San Juan               | 211     | 0,35  |         |       | 3.699   | 4,39  | 16.422    | 13,77 | 13.474    | 5,16  |
| San Luis               | 128     | 0,24  |         |       | 1.851   | 2,27  | 9.962     | 8,57  | 4.730     | 2,86  |
| Santa Cruz             |         |       |         |       | 352     | 33,27 | 6.701     | 67,36 | 3.815     | 15,52 |
| Santa Fe               | 12.489  | 10,85 | 80.584  | 36,57 | 160.296 | 40,36 | 315.941   | 35,12 | 204.952   | 12,03 |
| Santiago del Estero    | 95      | 0,07  |         |       | 2.152   | 1,33  | 9.496     | 3,63  | 5.987     | 1,25  |
| Tierra del Fuego       |         |       |         |       | 179     | 37,53 | 1.371     | 54,75 | 732       | 14,51 |
| Tucumán                | 178     | 0,09  |         |       | 9.595   | 4,45  | 32.618    | 9,80  | 17.282    | 2,91  |
| Argentina              | 167.157 | 8,90  | -       | -     | 880.016 | 22,31 | 2.357.952 | 27,70 | 2.032.793 | 12,79 |

Notas
1. ↑  Únicamente censos jurisdiccionales en la Ciudad de Buenos Aires y la provincia de Santa Fe.

Distribución de personas nacidas en Europa y residentes en Argentina
Censo de 1869
Censo de 1895
Censo de 1914
Censo de 1947

## Xenofobia contra los inmigrantes
Los inmigrantes europeos al llegar a la Argentina les tocó sufrir xenofobia contra ellos.
A las mujeres polacas y francesas se las solía asociar con la prostitución. Mientras que a los hombres italianos, se los refería despectivamente como "tano bruto", o "cocoliche", solían ser estereotipados como mal hablados y escandalosos. Existían también connotaciones peyorativas, «gallego» se llamaba al que provenía de España y, «ruso» a los de Europa del Este o a los judíos. Aunque estos términos no siempre eran usados como términos despectivos sino como un simple adjetivo.
El padre de la constitución argentina de 1853, Juan Bautista Alberdi, tenía una especie de racismo contra los españoles, italianos y judíos, considerándolos a estos como etnias indeseables. Él sostenía que las etnias que podían mejorar a la especie argentina eran las del norte de Europa principalmente las de Francia e Inglaterra, que eran los países más progresistas de aquel tiempo.
Alberdi explicaba en su libro Bases y puntos de partida para la reorganización nacional (1852):

Haced pasar el roto, el gaucho, el cholo, unidad elemental de nuestras masas populares por todas las transformaciones del mejor sistema de instrucción; en cien años no haréis de él un obrero inglés que trabaja, consume, vive digna y confortablemente.
Juan Bautista Alberdi

Alberdi también proponía que el idioma argentino fuese el francés, ya que él creía que las tradiciones hispánicas y cristianas eran contrarias al progreso.
Él también decía:

Gobernar es poblar en el sentido que poblar es educar, mejorar, civilizar, enriquecer y engrandecer espontánea y rápidamente, como ha sucedido en los Estados Unidos. Mas para civilizar por medio de la población es preciso hacerlo con poblaciones civilizadas; para educar a nuestra América en la libertad y en la industria es preciso poblarla con poblaciones de la Europa más adelantada en libertad y en industria... hay extranjeros y extranjeros; y que si Europa es la tierra más civilizada del orbe, hay en Europa y en el corazón de sus brillantes capitales mismas, más millones de salvajes que en toda la América del Sur. Todo lo que es civilizado es europeo, al menos de origen, pero no todo lo europeo es civilizado; y se concibe perfectamente la hipótesis de un país nuevo poblado con europeos más ignorantes en industria y libertad que las hordas de la Pampa o del Chaco.
Juan Bautista Alberdi

Con tres millones de indígenas, cristianos y católicos, no realizaríais la república ciertamente. No la realizaríais tampoco con cuatro millones de españoles peninsulares, porque el español puro es incapaz de realizarla allá o acá. Si hemos de componer nuestra población para nuestro sistema de gobierno, si ha de sernos más posible hacer la población para el sistema proclamado que el sistema para la población, es necesario fomentar en nuestro suelo la población anglosajona. Ella está identificada con el vapor, el comercio y la libertad, y nos será imposible radicar estas cosas entre nosotros sin la cooperación activa de esa raza de progreso y de civilización.
Juan Bautista Alberdi